# Quartier Saint-Fargeau

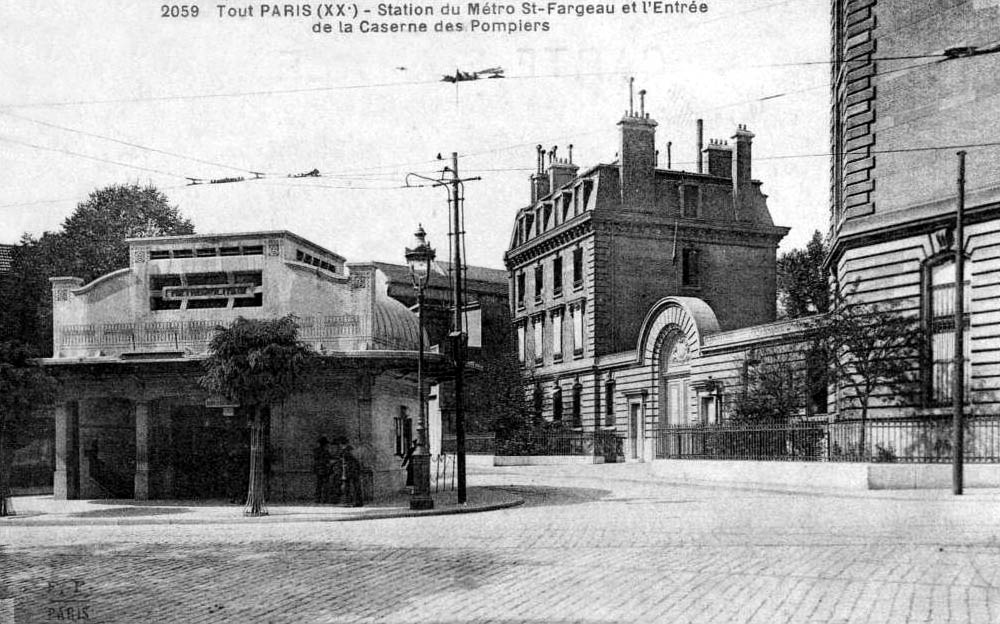
Historický pohled na stanici metra Saint-Fargeau a kasárna (asi 1905)

Quartier Saint-Fargeau (čtvrť Saint-Fargeau) je 78. administrativní čtvrť v Paříži, která je součástí 20. městského obvodu. Má rozlohu 148,7 ha a ohraničují ji ulice Rue de Bagnolet a Avenue de la Porte de Bagnolet na jihu, Rue Pelleport, Rue de Ménilmontant a Rue Pixérécourt na západě, Rue de Belleville na severu a Boulevard périphérique na východě. Uprostřed čtvrti se nachází stejnojmenná stanice metra.

## Historie
Čtvrť byla pojmenována podle parku Saint-Fargeau, jediném pozůstatku zámku Lepeletier de Saint-Fargeau nebo též nazývaný Ménilmontant, jehož majitelem byl Louis Michel Lepeletier de Saint-Fargeau (1760–1793) politik a právník popravený za Francouzské revoluce.
Ve čtvrti se v 19. století rozvíjel průmysl a průmyslovou čtvrtí zůstala až do 60. let 20. století, kdy se Saint-Fargeau přeměnila na převážně obytnou čtvrť kolem bývalé řeky Surmelin. Ve čtvrti jsou rovněž rozsáhlá kasárna z 19. a 20. století využívaná dodnes ministerstvem obrany.

## Vývoj počtu obyvatel
| Rok sčítání | Počet obyvatel | Hustota zalidnění (ob./km²) |
| ----------- | -------------- | --------------------------- |
| 1954        | 35 216         | 23 683                      |
| 1962        | 38 176         | 25 673                      |
| 1968        | 37 309         | 25 090                      |
| 1975        | 39 285         | 26 419                      |
| 1982        | 41 756         | 28 081                      |
| 1990        | 41 687         | 28 034                      |
| 1999        | 42 087         | 28 303                      |